# La Solitude (chanson)
Pour les articles homonymes, voir La Solitude.
Singles de Léo Ferré
Avec le temps
(1971) Je t'aimais bien, tu sais…
(1973)
Pistes de La Solitude
Les Albatros
La Solitude est une chanson emblématique de Léo Ferré qui ouvre l'album éponyme paru en 1971. Elle est publiée en 45 tours la même année.

## Historique
Le texte de cette chanson est tiré des premières pages d'un roman abandonné de Léo Ferré.

## Forme
Le morceau est construit autour d'un texte en prose, critico-mystérieux, dit par Ferré sur une tenue d'orgue électrique et entrecoupé à quatre reprises par le même thème musical joué à la flûte traversière (puis aux cordes), sur lequel Léo Ferré se contente de répéter « la solitude... », laissant résonner toutes les significations de ce mot, sans en orienter l'interprétation.
La chanson se termine par un solo de guitare électrique sur le thème joué ad libitum aux cordes, à l'orgue et aux cuivres.
Cette chanson participe d'un rock « élargi », qui fusionne la « musique pop » avec une approche symphonique (ici, l'écriture des cordes, arrangées par Ferré lui-même).
Ferré en donne une version italienne sur l'album La Solitudine (1972). La musique en est strictement identique mais l'interprétation vocale diffère notablement.

## Enregistrement
Léo Ferré est ici accompagné par le groupe de rock français Zoo.
Ferré enregistre au même moment une version dite « La Solitude (orchestral) ». Cette version plus courte est construite autour du thème musical lui-même et non plus du texte. Contrairement à ce qu'indique trompeusement son titre, Ferré y est accompagné seulement des Zoo. Il n'y a pas d'orchestre symphonique. Sans doute a-t-on voulu signifier par là qu'il s'agissait d'une version instrumentale, ce qu'elle n'est pas non plus, Ferré proférant ici et là quelques phrases tirées de son texte. Cette version a été publiée en face B du 45 tours « La Solitude » en 1971, puis pour la première fois sur support CD et dématérialisé en 2013, à la faveur de la parution du coffret L'Indigné - Intégrale des enregistrements studio Barclay 1960-1974.
Un mixage alternatif inédit de la version album est publié pour la première fois en 2013 dans ce même coffret. Dans cette version, les cordes sont plus présentes et la coda à la guitare électrique dure plus longtemps.

## Interprétations sur scène
La chanson fait partie du tour de chant de Léo Ferré de fin 1971 à l'été 1973. On peut l'entendre dans un accompagnement au piano par Paul Castanier sur le disque et le DVD posthumes Sur la scène... (2001), ainsi que dans la réédition intégrale de Seul en scène (2016).
Elle est ensuite retirée du tour de chant par l'artiste, puis « réactivée » en 1979. Ferré l'interprète lui-même au piano, en la mariant à « L'Invitation au voyage » de Charles Baudelaire, sur la musique qu'il a réalisée en 1957 pour ce poème (voir album Les Fleurs du mal).
En 1984, sur la scène du Théâtre des Champs-Élysées Léo Ferré donne de cette nouvelle version une interprétation « étendue », longue d'une vingtaine de minutes, dans quoi il enchâsse la chanson « L'Enfance » (1965), anecdotes et confidences autobiographiques semi-improvisées. Cette version peut être entendue sur l'album Léo Ferré au Théâtre des Champs-Élysées.

## 45 tours
La pochette du 45 tours (référence 61 531) reprend la photographie utilisée pour la pochette de l'album : un gros-plan en noir et blanc du visage de Ferré portant sa cigarette à la bouche, les yeux dans le vague. Au verso, on voit le chanteur répéter sur scène (vraisemblablement lors d'une balance) avec le groupe Zoo, qui l'accompagne sur les deux titres.
- Face A : La Solitude - 5 min 21 s
- Face B : La Solitude (orchestral) - 3 min 35 s

## Musiciens
- Zoo :
- Pierre Fanen : guitare
- André Hervé : orgue électrique, piano, guitare électrique
  - Michel Ripoche : trombone, saxophone ténor, violon électrique
  - Daniel Carlet : saxophones alto, baryton, soprano, flûte, violon électrique
  - Michel Hervé : basse électrique
  - Christian Devaux : batterie
- Les cordes n'ont pas été identifiées à ce jour.

## Production
- Arrangements et direction musicale : Zoo & Léo Ferré
- Prise de son : Claude Achallé, assisté de Philippe Omnes
- Coordination musicale : Pierre Chaillé
- Production exécutive : Richard Marsan
- Crédits visuels : Geneviève Vanhaecke (photos)

## Reprises et postérité
Cette chanson est reprise par Patty Pravo en 1972 sous la forme d'un instrumental. Elle est chantée par Hubert-Félix Thiéfaine lors d'un concert donné au Zénith en 1995, par le groupe Tue-Loup en 2003, par Marcel Kanche en 2012, par le collectif rap La Vie d'artiste en 2013, par Emmanuel Depoix en 2014, ainsi que par Frasiak en 2016.
Elle est utilisée dans la bande son du Rapport Darty, un moyen-métrage de Jean-Luc Godard sorti en 1989.